# ناظم دباغ
ناظم دباغ (متولد ۱۹۴۷ در شهرستان کویه) نماینده حکومت اقلیم کردستان در ایران است.

## زندگی
ناظم دباغ در شهریور سال ۱۹۴۷ میلادی در شهرستان کویه (کویسنجق) استان اربیل در عراق به دنیا آمد. در سال ۱۹۹۱ در زمان جنگ رژیم صدام و کردستان عراق، مسئول محور دهوک بود. بعد از آزادسازی کردستان عراق در همان سال نماینده اتحادیه میهنی کردستان در استان دهوک شد. او مسئولیت‌های دیگری نیز داشته‌است، از جمله مسئول اداره دفتر سیاسی در اربیل، معاون وزیر آموزش و پرورش اقلیم کردستان در کابینه یکم و دوم، ۳ بار دیگر مسئول دفتر سیاسی و نماینده جلال طالبانی و اتحادیه میهنی کردستان در کنگره ملی کردستان در بروکسل.
دباغ ابتدا نماینده اتحادیه میهنی کردستان در امور اقتصادی و بازرگانی در ایران بود و در سال ۲۰۰۲ نمایندگی نماینده اتحادیه میهنی کردستان در ایران را بر عهده گرفت. از سال ۲۰۰۷ هم نمایندگی اتحادیه میهنی و مسئولیت نمایندگی حکومت اقلیم کردستان در ایران همزمان بر عهده اوست.